# Землетрясение в провинции Сальта (2010)
Землетрясение магнитудой 6,3 произошло 27 февраля 2010 года в 15:45:37 (UTC) в аргентинской провинции Сальта, в 5,5 км к северо-востоку от Кампо-Кихано. Гипоцентр землетрясения находился на глубине 10,0 километров. Землетрясение ощущалось в населённых пунктах Аргентины: Кордова, Сальта, Сан-Мигель-де-Тукуман, Сан-Сальвадор-де-Жужуй, Либертадор-Генерал-Сан-Мартин, Мендоса, Сан-Педро, Санта-Фе. Подземные толчки ощущались также в Асунсьон (Парагвай), Антофагаста (Чили), Калама (Чили), Тариха (Боливия).

## Тектонические условия региона
Долина Лерма, в которой произошло землетрясение 27 февраля 2010 года, является межгорным бассейном, вытянутым в северо-восточном направлении и расположенным между 24°30’—25°35’ южного полушария в геологической провинции Восточная Кордильера. Бассейн сложен разнообразными породами, поднятыми во времена от миоцена до плио-плейстоцена. Неотектонический фундамент региона состоит из разнообразных пород от докембрийских метаседиментов и мрамора до континентальных красных пластов миоплиоцена. Породы четвертичного периода содержат красноватые конгломераты и алевролиты верхней части подгруппы Жужуй (формация Пикете), за которыми следуют конгломераты обломочных пород среднего плейстоцена, сгруппированные в формацию Кальвимонте.
В центральной части долины светло-коричневые и красные алевролиты и аргиллиты соответствуют верхнеплейстоценовой Тахамарской формации и неконформно покрыты красноватыми конгломератами формации Ла-Винья (верхний плейстоцен—голоцен). Тахамарская формация наклонена к северо-западу на холмах Гуачипас и сложена на холмах Кальвимонте. В области Гуачипас контакт между Тахамарской формацией и верхней частью формации Пикете происходит посредством непараллельного несогласия. Формация Ла-Винья, наносная поверхность, сформированная в период от верхнего плейстоцена до голоцена, в юго-восточном углу долины прорезана предгорным уступом в аллювиальной бахаде Альтос-дель-Тападо. Четвертичные террасы, связанные с формацией Ла-Винья, наклонены и разломлены в направлении СЗ-ЮВ в предгорьях Сьерра-де-Кихано. Эти структуры и пласты породы между формациями Пикете и Кальвимонте являются наиболее убедительными доказательствами неотектонической активности в регионе. Эпицентр землетрясения в Сальте 27 февраля 2010 года был расположен близко к этому региону. Фокальный механизм очага землетрясения указывает на северо-западный сейсмический источник с погружением в юго-западную область. Более детальное картирование и датировка необходимы для определения интервала повторения, кинематики и смещений этих структур, связанных с линеаментом Калама-Олакапато-Торо.

## Последствия
В результате землетрясения погибло 2 человека, 104 человека получили ранения. Пострадал Кафедральный собор Сальты. Экономический ущерб составил менее 2,17 млн долларов США.